# Torsade de pointes

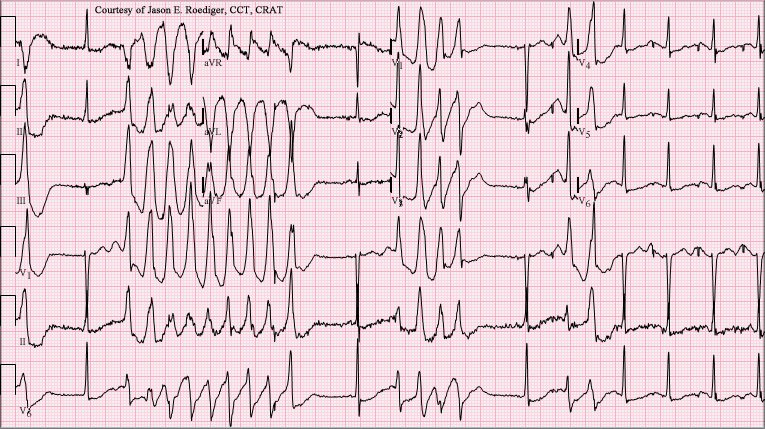
12-odprowadzeniowe EKG przedstawiające torsade de pointes (TdP) u 56-letniej kobiety z hipokaliemią (2.4 mmol/L) i hipomagnezemią (1.6 mg/dL)

Torsade de pointes (z fr. dosłownie skręcanie punktów, w literaturze polskiej taniec pików albo balet serca) – zaburzenie rytmu serca, będące specyficzną odmianą wielokształtnego częstoskurczu komorowego. Cechuje się stopniową, przypominającą falę, zmianą kierunku wychylenia szczytów zespołów QRS z jednej strony osi izoelektrycznej na drugą. Z reguły zmiana kierunku trwa 10–15 uderzeń serca. Zawsze powstaje na tle wydłużonego odstępu QT lub QTU. Większość epizodów spontanicznie powraca do prawidłowego rytmu zatokowego, może też jednak prowadzić do śmierci, jeśli nie zostaną podjęte zaawansowane czynności reanimacyjne. Termin wprowadził Francois Dessertenne w 1966 roku.

## Objawy
Objawy i powikłania obejmować mogą kołatania serca, zawroty głowy, omdlenia, a nawet nagłą śmierć sercową.

## Przyczyny
Balet serca może być zarówno przypadłością wrodzoną (powiązaną z jednym z przynajmniej 17 genów) bądź nabytą - najczęściej na skutek zażywania narkotyków, nieodpowiednich dawek leków oraz zaburzeń elektrolitowych powodujących wydłużenie odstępu QT.
Typowymi przyczynami torsade de pointes jest wydłużenie odstępu QT spowodowane stosowaniem narkotyków, rzadziej biegunką, niedoborem magnezu lub wrodzonym zespołem wydłużonego QT. Może wystąpić u osób niedożywionych i wieloletnich alkoholików z powodu niedoborów potasu i/lub magnezu. Niektóre leki mogą wchodzić w interakcje z innymi, zwiększając ryzyko torsade de pointes. Inhibitory cytochromu P450 (np. fluoksetyną, cymetydyną oraz niektóre produkty spożywcze, takie jak grejpfruty) mogą podwyższać stężenie leków wydłużających odstęp QT (np. klarytromycyny, lewofloksacyny albo haloperidolu) we krwi i tym samym podnosić ryzyko torsade de pointes. Pacjenci z dziedzicznym zespołem wydłużonego QT mają wyższe ryzyko wystąpienia epizodu torsade de pointes, dodatkowo podnoszone przez leki i zaburzenia elektrolitowe dodatkowo wydłużające QT.

### Leki jako przyczyna
Znane są 42 leki wywołujące TdP oraz 170 wydłużających odstęp QT. Przykładami leków, które w obserwacjach klinicznych były przyczyną TdP są fluorochinolony, amiodaron, metadon, związki litu, chlorochina, erytromycyna, azytromycyna, pimozyd, fenotiazyna. Lek przeciwwymiotny ondasetron także może zwiększać ryzyko wystąpienia TdP. TdP jest także działaniem niepożądanym mogącym wystąpić po lekach przeciwarytmicznych (np. sotalol, prokainamid, kwinidyna, ibutylid i dofetylid). Dla przykładu, lek gastrokinetyczny cisapryd został wycofany z rynków USA w 2000 roku po tym jak powiązano go ze śmierciami, których przyczyną było torsade de pointes wywołane długimi odstępami QT.

## Czynniki ryzyka
Rozpoznawalne klinicznie czynniki ryzyka u chorych przebywających w szpitalu to:
1. QTc wydłużony ponad 500 ms, cechy repolaryzacji charakterystyczne dla zespołu długiego QT typu 2 (rozdwojenie, długi odstęp od szczytu do końca T)
2. Stosowanie leków wydłużających QT, zwłaszcza więcej niż jednego leku jednocześnie lub szybki wlew dożylny
3. Choroby serca (zawał, zastoinowa niewydolność serca)
4. Podeszły wiek
5. Płeć żeńska
6. Zaburzenia elektrolitowe (hipokaliemia, hipomagnezemia, hipokalcemia)
7. Leczenie diuretykami
8. Upośledzony metabolizm leku w wątrobie (dysfunkcja wątroby lub interakcja leków)
9. Bradykardia (zatokowa; blok przedsionkowo-komorowy, także częściowy z pauzami; pobudzenia przedwczesne wywołujące cykle krótki–długi–krótki)
10. Liczne rozpoznawalne klinicznie czynniki ryzyka

Zaś czynnikami ryzyka niemymi klinicznie są:
1. Utajony wrodzony zespół wydłużonego QT (LQTS) (np. zespół Romano-Warda, zespół Jervella i Lange-Nielsena)
2. Polimorfizmy genetyczne (zmniejszona rezerwa repolaryzacyjna)

## Fizjologia i patofizjologia

II odprowadzenie EKG ukazujące częstoskurcz komorowy typu torsade de pointes; na końcu zapisu wyładowanie z ICD przywracające prawidłowy rytm zatokowy

Wyróżnia się 5 głównych faz polaryzacji membrany w potencjale czynnościowym serca:
- Faza 0: Kanały sodowe otwierają się, powodując napływ jonów Na+ do wnętrza komórek; dzięki temu następuje depolaryzacja mięśnia sercowego.
- Faza 1: Kanały sodowe zamykają się; powoduje to zatrzymanie depolaryzacji. Otwierają się kanały potasowe, powodujące ucieczkę jonów K+ z komórek.
- Faza 2: Kanały potasowe pozostają otwarte (K+ kieruje się na zewnątrz komórki), dodatkowo otwierają się kanały wapniowe (napływ Ca2+ do wnętrza komórki), wywołując stan plateau.
- Faza 3: Kanały wapniowe zamykają się (koniec napływu Ca2+), ale kanały potasowe pozostają otwarte (wypływ K+ z komórki); Stan ten utrzymuje się, dopóki komórki nie osiągną podstawowego stanu polaryzacji (repolaryzacja).
- Faza 4: Stan osiągnięcia potencjału spoczynkowego. Bodźce wyzwalające (np. z węzła zatokowego) powodują niewielką depolaryzację komórek; wzrasta przepuszczalność kanałów sodowych, co w efekcie przyczynia się do ponownego ich otwarcia.

Repolaryzacja kardiomiocytów następuje w fazach 1-3 i jest spowodowana głównie wypływem jonów potasowych z komórki. Tymczasem w torsade de pointes czas repolaryzacji wydłuża się (czego odzwierciedleniem jest wydłużony odstęp QT). Może to spowodować następczą aktywację dokomórkowego prądu depolaryzacyjnego, znanego jako tzw. wczesny potencjał wyzwolony (ang. early afterdepolarization) przypadającego na okres refrakcji kardiomiocytu (faza 2 i 3). Gdy towarzyszy mu znacząco podwyższone rozproszenie repolaryzacji, dochodzi do indukcji pętli pobudzenia nawrotnego, wywołującej torsade de pointes. Krążące w pętli pobudzenie dalej podtrzymuje TdP.

## Diagnoza
Zapis EKG w torsade de pointes prezentuje wielokształtny częstoskurcz komorowy z charakterystyczną iluzją kompleksów QRS wirujących dookoła osi izoelektrycznej (piki, które początkowo są skierowane do góry, wydają się wskazywać dolny brzeg wykresu w kolejnych "uderzeniach"). Jest to stan hemodynamicznie niestabilny i powoduje nagły spadek ciśnienia tętniczego krwi, mogący prowadzić do zawrotów głowy i omdleń. W zależności od przyczyny leżącej u podstawy TdP, większość epizodów powraca do rytmu zatokowego w ciągu kilku sekund; jednakże niektóre epizody mogą nie ustąpić i potencjalnie przekształcić się w migotanie komór, prowadzące do nagłej śmierci sercowej.
Torsade de Pointes jest związane z zespołem długiego QT. Jest to zaburzenie, w którym w zapisie EKG widoczne są wydłużone odstępy QT. Wydłużone odstępy QT predysponują do występowania u pacjenta zjawiska R na T (R/T), gdzie załamek R, będący odpowiednikiem depolaryzacji komór na EKG, pojawia się w fazie względnej repolaryzacji, w tym wypadku drugiej połowie załamka T. R/T może zapoczątkować torsade de pointes. Czasem przed początkiem TdP w zapisie EKG widoczne są patologiczne załamki U.

## Leczenie
Celem leczenia torsade de pointes jest przywrócenie normalnego rytmu i prewencja kolejnych epizodów TdP. Choć TdP można samoistnie powrócić do rytmu zatokowego, przetrwały częstoskurcz wymaga leczenia ratunkowego, zapobiegającego zatrzymaniu akcji serca. Najskuteczniejszą metodą kończenia TdP jest kardiowersja elektryczna – procedura, w trakcie której generowane jest wyładowanie elektryczne, które przepływając przez serce, powoduje jego zatrzymanie i następczą resynchronizację. Leczenie nawracającego TdP wymaga także dożylnego podawania siarczanu magnezu, wyrównywania zaburzeń elektrolitowych (np. hipokaliemii), i odstawienia leków wywołujących wydłużenie odstępu QT. W szczególnych przypadkach zespołów długiego QT stosuje się beta blokery bądź meksyletynę. Czasem stosuje się rozrusznik serca do przyspieszenia rytmu zatokowego, zaś osobom zagrożonych kolejnymi epizodami TdP proponuje się wszczepienie kardiowertera-defibrylatora do automatycznego wykrywania i defibrylowania epizodów arytmii.